# Pleasant Grove (Utah)
Pleasant Grove è un comune degli Stati Uniti d'America, nella contea di Utah nello Stato dello Utah.